# Haas VF-17
La Haas VF-17 è una vettura da Formula 1 realizzata dalla Haas per prendere parte al Campionato mondiale di Formula 1 2017.

## Livrea
Rispetto alla vettura del 2016 in cui il colore predominante era il bianco, adesso un grigio scuro occupa la maggior parte della livrea. L'intera vettura è poi completata con altre tonalità di rosso, nero e bianco. Anche quest'anno non c'è la presenza di sponsor rilevanti. Sia sulle pance che sull'ala posteriore campeggia la scritta Haas. Nel Gran Premio di Monaco la scuderia ha sostituito il colore rosso con il colore bianco. Dopo il Gran Premio di Spagna le squadre hanno dovuto aggiungere un segno di riconoscimento del pilota sulla livrea, nel caso del team Haas si trova sulla "shark-fin" ed è l'abbreviazione del cognome del pilota.

## Carriera agonistica

### Stagione

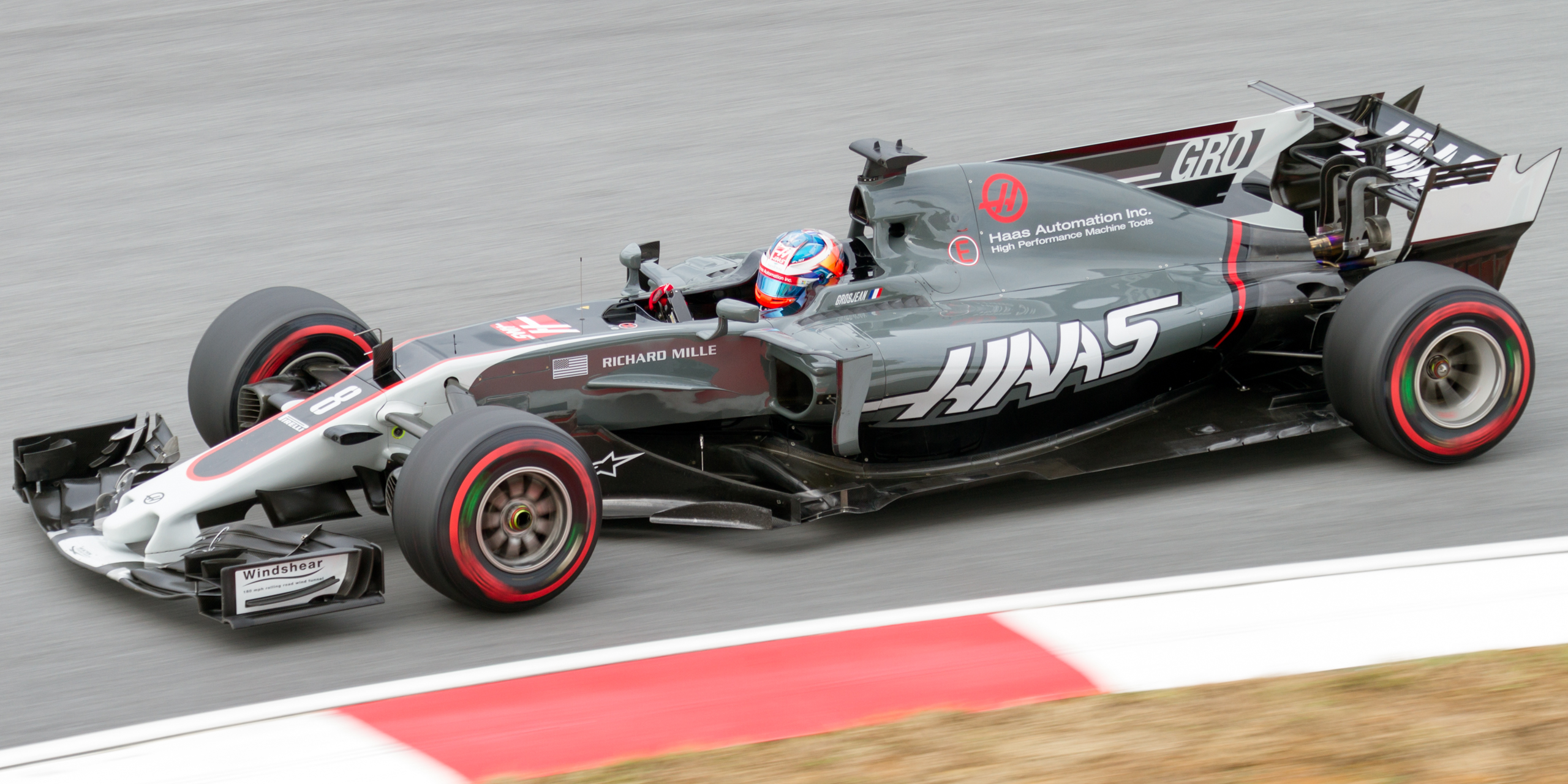
Grosjean al Gran Premio della Malesia.

Il Campionato 2017 si apre con un ritiro di entrambi i piloti nel Gran Premio d'Australia. I primi punti per la scuderia arrivano al successivo Gran Premio di Cina, grazie all'ottavo posto della seconda guida Kevin Magnussen. La stagione si rivela molti più "ricca", visto che entrambi i piloti riescono ad andare più costantemente a punti, mentre nel 2016 solo Romain Grosjean conquista punti, al contrario del suo ex compagno di squadra Esteban Gutièrrez. Comunque il team americano conclude la stagione per la seconda volta all'ottavo posto nei costruttori, ma con 47 punti.

## Piloti
| Piloti ufficiali       | Piloti ufficiali   | Piloti ufficiali |
| Nazione                | Nome               | Numero           |
| ---------------------- | ------------------ | ---------------- |
| Francia (bandiera)     | Romain Grosjean    | 8                |
| Danimarca (bandiera)   | Kevin Magnussen    | 20               |
| Piloti di riserva      |                    |                  |
| Nazione                | Nome               | Nome             |
| Stati Uniti (bandiera) | Santino Ferrucci   | 17               |
| Italia (bandiera)      | Antonio Giovinazzi | 99               |

## Risultati in Formula 1
| Anno | Team         | Motore      | Gomme | Piloti    |     |    |     |     |    |    |    |    |     |    |     |    |    |     |    |   |    |    |     |    | Punti | Pos. |
| ---- | ------------ | ----------- | ----- | --------- | --- | -- | --- | --- | -- | -- | -- | -- | --- | -- | --- | -- | -- | --- | -- | - | -- | -- | --- | -- | ----- | ---- |
| 2017 | Haas F1 Team | Ferrari 062 | P     | Grosjean  | Rit | 11 | 8   | Rit | 10 | 8  | 10 | 13 | 6   | 13 | Rit | 7  | 15 | 9   | 13 | 9 | 14 | 15 | 15  | 11 | 47    | 8º   |
| 2017 | Haas F1 Team | Ferrari 062 | P     | Magnussen | Rit | 8  | Rit | 13  | 14 | 10 | 12 | 7  | Rit | 12 | 13  | 15 | 11 | Rit | 12 | 8 | 16 | 8  | Rit | 13 | 47    | 8º   |